# Divisione di Mirzapur
La divisione di Mirzapur è una divisione dello stato federato indiano dell'Uttar Pradesh, di 4 930 376 abitanti. Il suo capoluogo è Mirzapur.
La divisione di Mirzapur comprende i distretti di Mirzapur, Sant Ravidas Nagar e Sonbhadra.